# Jan Białobłocki
Jan Białobłocki herbu Białynia – sędzia ziemski pucki w latach 1632–1646.
Był elektorem Władysława IV Wazy z województwa pomorskiego w 1632 roku.
Poseł sejmiku generalnego pruskiego na sejmy ekstraordynaryjne 1634, 1635 i 1637 roku. Poseł na sejm zwyczajny 1635 roku.